# Praudha Raya
Praudha Raia (también conocido como Praudha Deva Raia) fue un impopular rashá (‘rey’) del Imperio viyaianagara.

Gobernó durante un corto periodo de tiempo, siendo expulsado de la capital por su comandante Saluva Narasimja Deva Raia en 1485. Supuso el fin de la dinastía Sangama.